# Pale-Prača
Pour les articles homonymes, voir Prača.
Pale-Prača (en cryillique : Пале-Прача) est une municipalité de Bosnie-Herzégovine située dans le canton du Podrinje bosnien et dans la fédération de Bosnie-et-Herzégovine. Selon les premiers résultats du recensement bosnien de 2013, elle compte 1 043 habitants.
Le siège de la municipalité est le village de Prača qui se trouve au bord de la rivière du même nom, à environ 25 km à l'est de Pale (dans la république serbe de Bosnie).

## Géographie
La municipalité de Pale-Prača est située à l'est de la Bosnie-Herzégovine dans une région montagneuse qui atteint 1 913 m au mont Jahorina. La région est traversée par la rivière Prača qui y a creusé une gorge encaissée.
La municipalité est entourée par celles de Pale au nord et à l'ouest, Foča-Ustikolina et Goražde au sud et Rogatica à l'est et au nord-est.

## Histoire
La municipalité de Pale-Praca a été créée après la guerre de Bosnie et à la suite des accords de Dayton (1995) sur le territoire de la municipalité de Pale d'avant-guerre, la plus grande partie de l'ancienne municipalité étant située dans la république serbe de Bosnie (Republika Srpska). 

## Localités

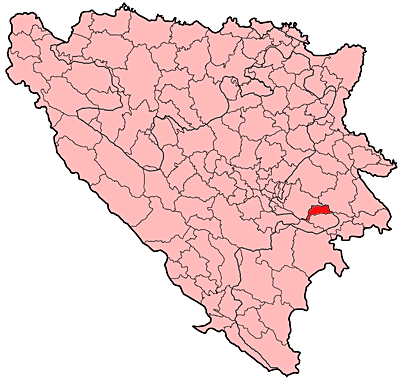
Localisation de la municipalité de Pale-Prača en Bosnie-Herzégovine

La municipalité de Pale-Prača compte 15 localités :
| - Brdarići - Brojnići - Bulozi - Čeljadinići - Čemernica - Datelji - Donja Vinča - Kamenica | - Komrani - Prača - Renovica - Šainovići - Srednje - Turkovići - Vražalice |

## Politique
À la suite des élections locales de 2012, les 11 sièges de l'assemblée municipale se répartissaient de la manière suivante :
| Parti                             | Sièges |
| --------------------------------- | ------ |
| Parti d'action démocratique (SDA) | 7      |
| Parti social-démocrate (SDP)      | 3      |
| Minorités nationales              | 1      |

Asim Zec, membre du Parti d'action démocratique (SDA), a été réélu maire de la municipalité.